# Namga
Namga es un pueblo del municipio de Tutin, Serbia. Según el censo de 2002, el pueblo tiene una población de 189 personas. 